# 西来桥镇
西来桥镇，是中华人民共和国江苏省鎮江市扬中市下辖的一个乡镇级行政单位。

## 行政区划
西来桥镇下辖以下地区：
幸福社区、西来村、东来桥村、三新村、新程村和北胜村。